# Второй дивизион чемпионата мира по хоккею с шайбой 2014
Чемпионат мира по хоккею с шайбой 2014 года во II-м дивизионе — спортивное соревнование по хоккею с шайбой под эгидой ИИХФ, состоявшиеся с 5 по 15 апреля 2014 года в Белграде (Сербия) и Хаке (Испания). По итогам турнира в группе А: команда, занявшая первое место, получила право играть в группе B первого дивизиона чемпионата мира 2015 года, а команда, занявшая последнее место, перешла в группу B. По итогам турнира в группе B команда, занявшая первое место, перешла в группу А, а команда, занявшая последнее место, перешла в третий дивизион чемпионата мира 2015 года.

## Участвующие команды
В чемпионате принимали участие 12 национальных команд — шесть из Европы, по две из Азии и Океании, по одной из Северной Америки и Африки. Сборная ЮАР пришла из третьего дивизиона, сборная Эстонии пришла из первого дивизиона, остальные — с прошлого турнира второго дивизиона.
Группа A
| Сборная   | Квалификация                                                                 |
| --------- | ---------------------------------------------------------------------------- |
| Эстония   | Заняла 6-е место в группе B первого дивизиона и вылетела оттуда в 2013 году  |
| Бельгия   | Заняла 2-е место в группе А второго дивизиона в прошлом году                 |
| Исландия  | Заняла 3-е место в группе А второго дивизиона в прошлом году                 |
| Австралия | Заняла 4-е место в группе А второго дивизиона в прошлом году                 |
| Сербия    | Хозяева, заняла 5-е место в группе А второго дивизиона в прошлом году        |
| Израиль   | Заняла 1-е место в группе B второго дивизиона и поднялась оттуда в 2013 году |

Группа B
| Сборная        | Квалификация                                                                         |
| -------------- | ------------------------------------------------------------------------------------ |
| Испания        | Хозяева, заняла 6-е место в группе А второго дивизиона и вылетела оттуда в 2013 году |
| Новая Зеландия | Заняла 2-е место в группе B второго дивизиона в прошлом году                         |
| Мексика        | Заняла 3-е место в группе B второго дивизиона в прошлом году                         |
| Китай          | Заняла 4-е место в группе B второго дивизиона в прошлом году                         |
| Турция         | Заняла 5-е место в группе B второго дивизиона в прошлом году                         |
| ЮАР            | Заняла 1-е место в третьем дивизионе и поднялась оттуда в 2013 году                  |

## Судьи
ИИХФ утвердила 8 главных и 14 линейных судей для обслуживания матчей второго дивизиона чемпионата мира по хоккею с шайбой 2014 года. 

В группе А первого дивизиона участвовало 4 главных и 7 линейных судей. В группе B первого дивизиона участвовало 4 главных и 7 линейных судей.
Группа А второго дивизиона чемпионата мира по хоккею с шайбой 2014 года

| Главные судьи - Александр Бурро - Том Дарнелл - Лука Камсек - Пшемыслав Кепа | Линейные судьи - Реми Аасум - Тибор Фазекаш - Давид Пардув - Мариуш Смура - Давид Тскирнер - Йерун ван ден Берг - Адриан Космин Топарцяну |  |

Группа B второго дивизиона чемпионата мира по хоккею с шайбой 2014 года

| Главные судьи - Джордже Фазекаш - Микеле Гастальделли - Синъити Такидзава - Максим Урда | Линейные судьи - Ваня Белич - Ян Черне - Крисс Купцус - Алехандро Гарсия Банос - Руди Мейер Дайнов - Жан Фуре - Крис ван Грисвен |  |

## Группа А
|  | Команда, выходящая в группу B первого дивизиона чемпионата мира 2015 года   |
|  | Команда, переходящая в группу B второго дивизиона чемпионата мира 2015 года |

### Таблица
| М | Сборная   | И | В | ВО | ПО | П | ШЗ | ШП | РШ  | О  |
| - | --------- | - | - | -- | -- | - | -- | -- | --- | -- |
| 1 | Эстония   | 5 | 5 | 0  | 0  | 0 | 36 | 8  | +28 | 15 |
| 2 | Исландия  | 5 | 1 | 3  | 0  | 1 | 18 | 15 | +3  | 9  |
| 3 | Сербия    | 5 | 2 | 0  | 1  | 2 | 19 | 23 | −4  | 7  |
| 4 | Австралия | 5 | 1 | 0  | 2  | 2 | 13 | 14 | −1  | 5  |
| 5 | Бельгия   | 5 | 1 | 1  | 0  | 3 | 17 | 25 | −8  | 5  |
| 6 | Израиль   | 5 | 0 | 1  | 2  | 2 | 19 | 37 | −18 | 4  |

### Результаты
Время местное (UTC+2).
| 9 апреля 2014 13:00 | Исландия | 1 : 4 (0:1, 1:2, 0:1) | Эстония | Ледовый дворец «Пионир», Белград Зрителей: 50 |

| Отчёт                                                   | Отчёт                         | Отчёт | Отчёт                       | Отчёт              |
| ------------------------------------------------------- | ----------------------------- | --- | --------------------------- | ------------------ |
|                                                         |                               | |                             |                    |
|                                                         | Деннис Хедстрём — 00:00-60:00 | Вратари | 00:00-60:00 — Марк Раевский | Судья: Лука Камсек |
|                                                         | Голы:                         | |                             | Судья: Лука Камсек |
| Эмиль Аленгор (бол.) — 26:31 (Р. Хедстрём, Д. Гисласон) | 0:1 :1 1:2 1:3 1:4            | 16:57 — Валерий Бобков (бол.) (А. Сибирцев, В. Титаренко) 28:34 — Василий Титаренко (бол.) (В. Бобков) 32:41 — Роман Андреев (Р. Рооба, А. Горностаев) 52:19 — Александр Осипов (Р. Андреев) |                             | Судья: Лука Камсек |
|                                                         |                               | |                             | Судья: Лука Камсек |
|                                                         |                               | |                             | Судья: Лука Камсек |
|                                                         |                               | |                             | Судья: Лука Камсек |
| 22 мин                                                  | Штраф                         | 18 мин |                             | Судья: Лука Камсек |
|                                                         |                               | |                             |                    |
|                                                         | 14                            | Броски | 38                          |                    |

| 9 апреля 2014 16:30 | Израиль | 4 : 3 (OT) (0:1, 0:1, 3:1, 1:0) | Австралия | Ледовый дворец «Пионир», Белград Зрителей: 27 |

| Отчёт | Отчёт                                   | Отчёт                                                                                              | Отчёт                       | Отчёт                 |
| --- | --------------------------------------- | -------------------------------------------------------------------------------------------------- | --------------------------- | --------------------- |
| |                                         | |                             |                       |
| | Авиху Сороцки — 00:00-58:47 59:54-64:44 | Вратари                                                                                            | 00:00-64:44 — Энтони Кимлин | Судья: Пшемыслав Кепа |
| | Голы:                                   | |                             | Судья: Пшемыслав Кепа |
| Даниэль Мазур — 47:04 (С. Френкель, Э. Щербатов) Даниэль Мазур — 53:56 (С. Френкель, Э. Щербатов) Алон Айзенман (бол.) — 59:54 (Э. Щербатов, Д. Мазур) Орен Айзенман — 64:44 | 0:1 0:2 1:2 2:2 2:3 :3 4:3              | 08:15 — Кэмерон Тодд (мен.) 37:03 — Уильям Клифф (К. Тодд, Ш. Макгрегор) 58:15 — Брендан Макдауэлл |                             | Судья: Пшемыслав Кепа |
| |                                         | |                             | Судья: Пшемыслав Кепа |
| |                                         | |                             | Судья: Пшемыслав Кепа |
| |                                         | |                             | Судья: Пшемыслав Кепа |
| 10 мин | Штраф                                   | 22 мин                                                                                             |                             | Судья: Пшемыслав Кепа |
| |                                         | |                             |                       |
| | 44                                      | Броски                                                                                             | 25                          |                       |

| 9 апреля 2014 20:00 | Бельгия | 8 : 3 (3:0, 2:2, 3:1) | Сербия | Ледовый дворец «Пионир», Белград Зрителей: 1021 |

| Отчёт | Отчёт                                                  | Отчёт | Отчёт                                                      | Отчёт              |
| --- | ------------------------------------------------------ | --- | ---------------------------------------------------------- | ------------------ |
| |                                                        | |                                                            |                    |
| | Бьорн Стейлен — 00:00-41:52 Жан Корнелис — 41:52-60:00 | Вратари | 00:00-52:38 — Милан Лукович 52:38-60:00 — Арсений Ранкович | Судья: Том Дарнелл |
| | Голы:                                                  | |                                                            | Судья: Том Дарнелл |
| Деннис Свиннен — 03:48 (Д. Гиртс, Дж. Паулюс) Тим Девин — 09:57 (Ф. Невен, Н. Орлеманс) Деннис Свиннен — 14:23 (М. Пеллегримс) Лоренцо Мас — 32:15 Брайан Колодзейчик — 37:34 (Д. Свиннен, Д. Энгелен) Митч Морган (мен.) — 41:52 (Д. Энгелен, Л. Маас) Максим Пеллегримс — 52:02 (Н. Орлеманс, Т. Девин) Максим Пеллегримс (бол.) — 55:34 (Б. Колодзейчик) | 1:0 2:0 3:0 3:1 4:1 4:2 5:2 6:2 7:2 7:3 8:3            | 21:36 — Марко Ковалевич (4х5) 34:56 — Марко Ковалевич (Д. Филипович) 54:46 — Алекса Лукович (бол.) (Д. Филипович) |                                                            | Судья: Том Дарнелл |
| |                                                        | |                                                            | Судья: Том Дарнелл |
| |                                                        | |                                                            | Судья: Том Дарнелл |
| |                                                        | |                                                            | Судья: Том Дарнелл |
| 16 мин | Штраф                                                  | 36 мин |                                                            | Судья: Том Дарнелл |
| |                                                        | |                                                            |                    |
| | 28                                                     | Броски | 41                                                         |                    |

| 10 апреля 2014 13:00 | Эстония | 5 : 1 (4:1, 1:0, 0:0) | Австралия | Ледовый дворец «Пионир», Белград Зрителей: 23 |

| Отчёт | Отчёт                           | Отчёт                                       | Отчёт                       | Отчёт                 |
| --- | ------------------------------- | ------------------------------------------- | --------------------------- | --------------------- |
| |                                 |                                             |                             |                       |
| | Александр Колосов — 00:00-60:00 | Вратари                                     | 00:00-60:00 — Энтони Кимлин | Судья: Пшемыслав Кепа |
| | Голы:                           |                                             |                             | Судья: Пшемыслав Кепа |
| Артём Горностаев — 05:13 (Р. Рооба, Р. Андреев) Андрей Макров (бол.) — 14:10 (Л. Лахесалу, Р. Рооба) Роберт Рооба (мен.) — 15:30 (Р. Андреев) Андрей Макров — 17:43 (А. Кузнецов) Алексей Сибирцев — 29:09 (С. Керна, А. Кузнецов) | 1:0 1:1 2:1 3:1 4:1 5:1         | 11:18 — Кэмерон Тодд (У. Клифф, М. Хамфрис) |                             | Судья: Пшемыслав Кепа |
| |                                 |                                             |                             | Судья: Пшемыслав Кепа |
| |                                 |                                             |                             | Судья: Пшемыслав Кепа |
| |                                 |                                             |                             | Судья: Пшемыслав Кепа |
| 4 мин | Штраф                           | 12 мин                                      |                             | Судья: Пшемыслав Кепа |
| |                                 |                                             |                             |                       |
| | 54                              | Броски                                      | 11                          |                       |

| 10 апреля 2014 16:30 | Бельгия | 3 : 6 (2:2, 1:0, 0:4) | Исландия | Ледовый дворец «Пионир», Белград Зрителей: 72 |

| Отчёт  | Отчёт | Отчёт  | Отчёт | Отчёт              |
| ------ | ----- | ------ | ----- | ------------------ |
|        |       |        |       |                    |
|        |       |        |       | Судья: Том Дарнелл |
|        |       |        |       |                    |
|        |       |        |       |                    |
|        |       |        |       |                    |
|        |       |        |       |                    |
|        |       |        |       |                    |
| 14 мин | Штраф | 20 мин |       |                    |
|        |       |        |       |                    |
|        | 40    | Броски | 38    |                    |

| 10 апреля 2014 20:00 | Сербия | 10 : 6 (4:0, 2:3, 4:3) | Израиль | Ледовый дворец «Пионир», Белград Зрителей: 1124 |

| Отчёт  | Отчёт | Отчёт  | Отчёт | Отчёт                  |
| ------ | ----- | ------ | ----- | ---------------------- |
|        |       |        |       |                        |
|        |       |        |       | Судья: Александр Бурро |
|        |       |        |       |                        |
|        |       |        |       |                        |
|        |       |        |       |                        |
|        |       |        |       |                        |
|        |       |        |       |                        |
| 22 мин | Штраф | 36 мин |       |                        |
|        |       |        |       |                        |
|        | 35    | Броски | 44    |                        |

| 12 апреля 2014 13:00 | Бельгия | 4 : 3 (OT) (1:3, 2:0, 0:0, 1:0) | Израиль | Ледовый дворец «Пионир», Белград Зрителей: 300 |

| Отчёт | Отчёт | Отчёт  | Отчёт | Отчёт                  |
| ----- | ----- | ------ | ----- | ---------------------- |
|       |       |        |       |                        |
|       |       |        |       | Судья: Александр Бурро |
|       |       |        |       |                        |
|       |       |        |       |                        |
|       |       |        |       |                        |
|       |       |        |       |                        |
|       |       |        |       |                        |
| 4 мин | Штраф | 6 мин  |       |                        |
|       |       |        |       |                        |
|       | 44    | Броски | 35    |                        |

| 12 апреля 2014 16:30 | Исландия | 3 : 2 (OT) (1:0, 0:2, 1:0, 1:0) | Австралия | Ледовый дворец «Пионир», Белград Зрителей: 300 |

| Отчёт | Отчёт | Отчёт  | Отчёт | Отчёт              |
| ----- | ----- | ------ | ----- | ------------------ |
|       |       |        |       |                    |
|       |       |        |       | Судья: Том Дарнелл |
|       |       |        |       |                    |
|       |       |        |       |                    |
|       |       |        |       |                    |
|       |       |        |       |                    |
|       |       |        |       |                    |
| 2 мин | Штраф | 10 мин |       |                    |
|       |       |        |       |                    |
|       | 29    | Броски | 33    |                    |

| 12 апреля 2014 20:00 | Эстония | 5 : 2 (1:1, 2:0, 2:1) | Сербия | Ледовый дворец «Пионир», Белград Зрителей: 1274 |

| Отчёт  | Отчёт | Отчёт  | Отчёт | Отчёт              |
| ------ | ----- | ------ | ----- | ------------------ |
|        |       |        |       |                    |
|        |       |        |       | Судья: Лука Камсек |
|        |       |        |       |                    |
|        |       |        |       |                    |
|        |       |        |       |                    |
|        |       |        |       |                    |
|        |       |        |       |                    |
| 12 мин | Штраф | 8 мин  |       |                    |
|        |       |        |       |                    |
|        | 51    | Броски | 23    |                    |

| 14 апреля 2014 13:00 | Австралия | 7 : 1 (2:0, 4:1, 1:0) | Бельгия | Ледовый дворец «Пионир», Белград Зрителей: 310 |

| Отчёт  | Отчёт | Отчёт  | Отчёт | Отчёт                  |
| ------ | ----- | ------ | ----- | ---------------------- |
|        |       |        |       |                        |
|        |       |        |       | Судья: Александр Бурро |
|        |       |        |       |                        |
|        |       |        |       |                        |
|        |       |        |       |                        |
|        |       |        |       |                        |
|        |       |        |       |                        |
| 37 мин | Штраф | 12 мин |       |                        |
|        |       |        |       |                        |
|        | 23    | Броски | 36    |                        |

| 14 апреля 2014 16:30 | Израиль | 3 : 16 (0:6, 1:4, 2:6) | Эстония | Ледовый дворец «Пионир», Белград Зрителей: 320 |

| Отчёт  | Отчёт | Отчёт  | Отчёт | Отчёт              |
| ------ | ----- | ------ | ----- | ------------------ |
|        |       |        |       |                    |
|        |       |        |       | Судья: Лука Камсек |
|        |       |        |       |                    |
|        |       |        |       |                    |
|        |       |        |       |                    |
|        |       |        |       |                    |
|        |       |        |       |                    |
| 24 мин | Штраф | 16 мин |       |                    |
|        |       |        |       |                    |
|        | 14    | Броски | 68    |                    |

| 14 апреля 2014 20:00 | Сербия | 3 : 4 (Б) (0:2, 1:1, 2:0, 0:0, 0:1) | Исландия | Ледовый дворец «Пионир», Белград Зрителей: 1321 |

| Отчёт  | Отчёт | Отчёт  | Отчёт | Отчёт                 |
| ------ | ----- | ------ | ----- | --------------------- |
|        |       |        |       |                       |
|        |       |        |       | Судья: Пшемыслав Кепа |
|        |       |        |       |                       |
|        |       |        |       |                       |
|        |       |        |       |                       |
|        |       |        |       |                       |
|        |       |        |       |                       |
| 12 мин | Штраф | 4 мин  |       |                       |
|        |       |        |       |                       |
|        | 29    | Броски | 44    |                       |

| 15 апреля 2014 13:00 | Эстония | 6 : 1 (0:0, 4:1, 2:0) | Бельгия | Ледовый дворец «Пионир», Белград Зрителей: 305 |

| Отчёт  | Отчёт | Отчёт  | Отчёт | Отчёт              |
| ------ | ----- | ------ | ----- | ------------------ |
|        |       |        |       |                    |
|        |       |        |       | Судья: Том Дарнелл |
|        |       |        |       |                    |
|        |       |        |       |                    |
|        |       |        |       |                    |
|        |       |        |       |                    |
|        |       |        |       |                    |
| 12 мин | Штраф | 20 мин |       |                    |
|        |       |        |       |                    |
|        | 51    | Броски | 23    |                    |

| 15 апреля 2014 16:30 | Исландия | 4 : 3 (Б) (2:2, 0:1, 1:0, 0:0, 1:0) | Израиль | Ледовый дворец «Пионир», Белград Зрителей: 368 |

| Отчёт | Отчёт | Отчёт  | Отчёт | Отчёт                 |
| ----- | ----- | ------ | ----- | --------------------- |
|       |       |        |       |                       |
|       |       |        |       | Судья: Пшемыслав Кепа |
|       |       |        |       |                       |
|       |       |        |       |                       |
|       |       |        |       |                       |
|       |       |        |       |                       |
|       |       |        |       |                       |
| 6 мин | Штраф | 2 мин  |       |                       |
|       |       |        |       |                       |
|       | 37    | Броски | 32    |                       |

| 15 апреля 2014 20:00 | Австралия | 0 : 1 (0:0, 0:0, 0:1) | Сербия | Ледовый дворец «Пионир», Белград Зрителей: 1100 |

| Отчёт | Отчёт | Отчёт  | Отчёт | Отчёт              |
| ----- | ----- | ------ | ----- | ------------------ |
|       |       |        |       |                    |
|       |       |        |       | Судья: Лука Камсек |
|       |       |        |       |                    |
|       |       |        |       |                    |
|       |       |        |       |                    |
|       |       |        |       |                    |
|       |       |        |       |                    |
| 8 мин | Штраф | 8 мин  |       |                    |
|       |       |        |       |                    |
|       | 31    | Броски | 30    |                    |

### Лучшие бомбардиры
| Игрок              | И | Г | П | О  | Штр | +/− |
| ------------------ | - | - | - | -- | --- | --- |
| Роберт Рооба       | 5 | 6 | 8 | 14 | 2   | +10 |
| Эмиль Аленгор      | 5 | 5 | 7 | 12 | 0   | +5  |
| Марко Ковалевич    | 5 | 7 | 3 | 10 | 2   | +3  |
| Роман Андреев      | 5 | 3 | 7 | 10 | 4   | +10 |
| Даниэль Эрлих      | 5 | 2 | 8 | 10 | 22  | −7  |
| Артём Горностаев   | 5 | 5 | 4 | 9  | 8   | +11 |
| Неманья Вучуревич  | 5 | 5 | 4 | 9  | 4   | −1  |
| Элиэзер Щербатов   | 5 | 3 | 6 | 9  | 2   | −8  |
| Даниэль Мазур      | 5 | 4 | 4 | 8  | 8   | −7  |
| Орен Айзенман      | 5 | 3 | 5 | 8  | 0   | −7  |
| Димитрий Филипович | 5 | 2 | 6 | 8  | 6   | +1  |

Примечание: И = Количество проведённых игр; Г = Голы; П = Голевые передачи; О = Очки; Штр = Штрафное время; +/− = Плюс-минус
По данным: IIHF.com Архивная копия от 16 апреля 2014 на Wayback Machine

### Лучшие вратари
В списке вратари, сыгравшие не менее 40 % от всего игрового времени их сборной.
| Игроки            | Мин    | Бр  | ПШ | КН   | %ОБ   | И"0" |
| ----------------- | ------ | --- | -- | ---- | ----- | ---- |
| Энтони Кимлин     | 304:47 | 193 | 14 | 2.76 | 92.75 | 0    |
| Арсений Ранкович  | 228:29 | 158 | 13 | 3.41 | 91.77 | 1    |
| Деннис Хедстрём   | 311:00 | 172 | 15 | 2.89 | 91.28 | 0    |
| Марк Раевский     | 152:15 | 43  | 4  | 1.58 | 90.70 | 0    |
| Александр Колосов | 147:45 | 42  | 4  | 1.62 | 90.48 | 0    |

Примечание: Мин = Количество сыгранных минут; Бр = Броски; ПШ = Пропущено шайб; КН = Коэффициент надёжности; %ОБ = Процент отражённых бросков; И"0" = «Сухие игры»
По данным: IIHF.com Архивная копия от 16 апреля 2014 на Wayback Machine

### Индивидуальные награды
Лучшие игроки по амплуа:
- Вратарь:  Арсений Ранкович
- Защитник:  Ингвар Йонссон
- Нападающий:  Роберт Рооба

Лучшие игроки в каждой команде по версии тренеров:
- Энтони Кимлин
- Максим Пеллегримс
- Роберт Рооба
- Даниэль Спивак
- Эмиль Аленгор
- Марко Ковалевич

## Группа В
|  | Команда, выходящая в группу А второго дивизиона чемпионата мира 2015 года |
|  | Команда, переходящая в третий дивизион чемпионата мира 2015 года          |

### Таблица
| М | Сборная        | И | В | ВО | ПО | П | ШЗ | ШП | РШ  | О  |
| - | -------------- | - | - | -- | -- | - | -- | -- | --- | -- |
| 1 | Испания        | 5 | 5 | 0  | 0  | 0 | 29 | 5  | +24 | 15 |
| 2 | Мексика        | 5 | 4 | 0  | 0  | 1 | 23 | 11 | +12 | 12 |
| 3 | Новая Зеландия | 5 | 2 | 1  | 0  | 2 | 15 | 18 | −3  | 8  |
| 4 | Китай          | 5 | 1 | 0  | 1  | 3 | 14 | 21 | −7  | 4  |
| 5 | ЮАР            | 5 | 1 | 0  | 0  | 4 | 8  | 19 | −11 | 3  |
| 6 | Турция         | 5 | 1 | 0  | 0  | 4 | 12 | 27 | −15 | 3  |

### Результаты
Время местное (UTC+2).
| 5 апреля 2014 13:00 | Новая Зеландия | 6 : 3 (2:2, 2:0, 2:1) | Турция | Ледовый Павильон Хака, Хака Зрителей: 120 |

| Отчёт | Отчёт                             | Отчёт | Отчёт                       | Отчёт              |
| --- | --------------------------------- | --- | --------------------------- | ------------------ |
| |                                   | |                             |                    |
| | Джейден Пайн-Мёрфи — 00:00-60:00  | Вратари | 00:00-60:00 — Эрол Кахраман | Судья: Максим Урда |
| | Голы:                             | |                             | Судья: Максим Урда |
| Эндрю Кокс (бол.) — 11:32 (Ч. Хубер, Дж. Хэй) Люк Пикеринг — 19:20 (Р. Ли, Н. Хендерсон) Джошуа Хэй — 29:26 (Э. Кокс, Р. Уилсон) Каллюм Бернс — 30:18 (Дж. Чай, Л. Пикеринг) Эндрю Кокс — 47:06 (Н. Хендерсон) Бертон Хайнс — 55:11 (Н. Хендерсон, Л. Пикеринг) | 0:1 :1 1:2 :2 3:2 4:2 5:2 6:2 6:3 | 09:23 — Алек Кочоглу (С. Гюмюш) 16:07 — Алек Кочоглу (С. Гюмюш, Э. Фанер) 58:25 — Саваш Актюрк (С. Шемиз, Э. Озмен) |                             | Судья: Максим Урда |
| |                                   | |                             | Судья: Максим Урда |
| |                                   | |                             | Судья: Максим Урда |
| |                                   | |                             | Судья: Максим Урда |
| 12 мин | Штраф                             | 10 мин |                             | Судья: Максим Урда |
| |                                   | |                             |                    |
| | 44                                | Броски | 35                          |                    |

| 5 апреля 2014 16:30 | ЮАР | 1 : 4 (0:1, 0:1, 1:2) | Китай | Ледовый Павильон Хака, Хака Зрителей: 450 |

| Отчёт                | Отчёт                                          | Отчёт | Отчёт                  | Отчёт                  |
| -------------------- | ---------------------------------------------- | --- | ---------------------- | ---------------------- |
|                      |                                                | |                        |                        |
|                      | Эшли Бок — 00:00-57:59 58:33-58:57 59:18-60:00 | Вратари | 00:00-60:00 — Лю Севей | Судья: Джордже Фазекас |
|                      | Голы:                                          | |                        | Судья: Джордже Фазекас |
| Филипп Вульф — 50:39 | 0:1 0:2 0:3 1:3 1:4                            | 10:31 — Ли Чжэнъю (Жи Пэн) 37:25 — Чжан Хао (Чэнь Лин, Ван Чунвэй) 41:35 — Чжан Чэнь (Фу Тэнъи) 59:18 — Чэнь Лин (п.в.) |                        | Судья: Джордже Фазекас |
|                      |                                                | |                        | Судья: Джордже Фазекас |
|                      |                                                | |                        | Судья: Джордже Фазекас |
|                      |                                                | |                        | Судья: Джордже Фазекас |
| 8 мин                | Штраф                                          | 6 мин |                        | Судья: Джордже Фазекас |
|                      |                                                | |                        |                        |
|                      | 17                                             | Броски | 39                     |                        |

| 5 апреля 2014 20:30 | Мексика | 3 : 5 (0:1, 1:3, 2:1) | Испания | Ледовый Павильон Хака, Хака Зрителей: 2350 |

| Отчёт                                                                                              | Отчёт                                        | Отчёт | Отчёт                       | Отчёт                      |
| -------------------------------------------------------------------------------------------------- | -------------------------------------------- | --- | --------------------------- | -------------------------- |
| |                                              | |                             |                            |
| | Андрес де ла Гарма — 00:00-59:08 59:20-60:00 | Вратари | 00:00-60:00 — Андер Алькайн | Судья: Микеле Гастальделли |
| | Голы:                                        | |                             | Судья: Микеле Гастальделли |
| Гектор Каррерро — 35:05 (С. Сьерра) Гектор Маджул (бул.) — 54:28 Брайан Арройо — 59:20 (Г. Маджул) | 0:1 0:2 0:3 0:4 1:4 2:4 3:4 3:5              | 09:02 — Ориоль Боронат (А. Гаинза, К. Кеведо) 20:16 — Пол Гонсалес (К. Кеведо) 25:33 — Хуан Муньос (бол.) (П. Муньос, Х. Х. Паласин) 31:30 — Патрисио Фуэнтес (А. Карбонелл, Х. Х. Паласин) 59:44 — Хуан Муньос (П. Муньос, К. Кеведо) |                             | Судья: Микеле Гастальделли |
| |                                              | |                             | Судья: Микеле Гастальделли |
| |                                              | |                             | Судья: Микеле Гастальделли |
| |                                              | |                             | Судья: Микеле Гастальделли |
| 12 мин                                                                                             | Штраф                                        | 6 мин |                             | Судья: Микеле Гастальделли |
| |                                              | |                             |                            |
| | 20                                           | Броски | 44                          |                            |

| 6 апреля 2014 13:00 | Турция | 2 : 4 (1:1, 1:2, 0:1) | ЮАР | Ледовый Павильон Хака, Хака Зрителей: 381 |

| Отчёт                                                           | Отчёт                       | Отчёт | Отчёт                   | Отчёт                      |
| --------------------------------------------------------------- | --------------------------- | --- | ----------------------- | -------------------------- |
|                                                                 |                             | |                         |                            |
|                                                                 | Эрол Кахраман — 00:00-60:00 | Вратари | 00:00-60:00 — Джек Небе | Судья: Микеле Гастальделли |
|                                                                 | Голы:                       | |                         | Судья: Микеле Гастальделли |
| Фатих Фанер — 13:54 (С. Гюмюш) Алпер Солак — 22:36 (Г. Хамарат) | 0:1 :1 2:1 2:2 2:3 2:4      | 05:57 — Уэсли Кроц (Г. Миллер) 37:10 — Марк Гиот (К. Ривс) 38:20 — Утман Самаал (Р. Форсит) 58:38 — Утман Самаал (М. Гиот) |                         | Судья: Микеле Гастальделли |
|                                                                 |                             | |                         | Судья: Микеле Гастальделли |
|                                                                 |                             | |                         | Судья: Микеле Гастальделли |
|                                                                 |                             | |                         | Судья: Микеле Гастальделли |
| 8 мин                                                           | Штраф                       | 10 мин |                         | Судья: Микеле Гастальделли |
|                                                                 |                             | |                         |                            |
|                                                                 | 32                          | Броски | 31                      |                            |

| 6 апреля 2014 16:30 | Новая Зеландия | 0 : 5 (0:1, 0:2, 0:2) | Мексика | Ледовый Павильон Хака, Хака Зрителей: 600 |

| Отчёт  | Отчёт                      | Отчёт | Отчёт                           | Отчёт                    |
| ------ | -------------------------- | --- | ------------------------------- | ------------------------ |
|        |                            | |                                 |                          |
|        | Майкл Колман — 00:00-60:00 | Вратари | 00:00-60:00 — Альфонсо де Альба | Судья: Синъити Такидзава |
|        | Голы:                      | |                                 | Судья: Синъити Такидзава |
|        | 0:1 0:2 0:3 0:4 0:5        | 19:39 — Карлос Гомес (Б. Арройо, А. Сервантес) 24:17 — Мануэль Эскандон 39:50 — Гектор Маджул (бол.) (К. Гомес) 54:59 — Гектор Маджул (А. Сервантес) 57:54 — Энрике Самперио (С. Ортега, К. Кело) |                                 | Судья: Синъити Такидзава |
|        |                            | |                                 | Судья: Синъити Такидзава |
|        |                            | |                                 | Судья: Синъити Такидзава |
|        |                            | |                                 | Судья: Синъити Такидзава |
| 14 мин | Штраф                      | 10 мин |                                 | Судья: Синъити Такидзава |
|        |                            | |                                 |                          |
|        | 31                         | Броски | 44                              |                          |

| 6 апреля 2014 20:00 | Испания | 4 : 0 (1:0, 0:0, 3:0) | Китай | Ледовый Павильон Хака, Хака Зрителей: 2350 |

| Отчёт | Отчёт                       | Отчёт   | Отчёт                  | Отчёт              |
| --- | --------------------------- | ------- | ---------------------- | ------------------ |
| |                             |         |                        |                    |
| | Андер Алькайн — 00:00-60:00 | Вратари | 00:00-60:00 — Лю Севей | Судья: Максим Урда |
| | Голы:                       |         |                        | Судья: Максим Урда |
| Ориоль Боронат — 02:46 (Г. Бертан) Ориоль Боронат — 52:40 (К. Кеведо) Пабло Муньос — 54:08 (Х. Муньос) Гильермо Бертан (бол.) — 56:51 (Х. Х. Паласин) | 1:0 2:0 3:0 4:0             |         |                        | Судья: Максим Урда |
| |                             |         |                        | Судья: Максим Урда |
| |                             |         |                        | Судья: Максим Урда |
| |                             |         |                        | Судья: Максим Урда |
| 12 мин | Штраф                       | 32 мин  |                        | Судья: Максим Урда |
| |                             |         |                        |                    |
| | 51                          | Броски  | 12                     |                    |

| 8 апреля 2014 13:00 | Мексика | 7 : 4 (2:3, 3:1, 2:0) | Китай | Ледовый Павильон Хака, Хака Зрителей: 180 |

| Отчёт | Отчёт                                       | Отчёт | Отчёт                              | Отчёт                    |
| --- | ------------------------------------------- | --- | ---------------------------------- | ------------------------ |
| |                                             | |                                    |                          |
| | Альфонсо де Альба — 00:00-60:00             | Вратари | 00:00-57:37 — Лю Севей 57:48-60:00 | Судья: Синъити Такидзава |
| | Голы:                                       | |                                    | Судья: Синъити Такидзава |
| Луис Давид Гонсалес — 07:37 (К. Гомес, Б. Арройо) Карлос Гомес — 12:36 (Б. Арройо, Х. Рамирес) Мигель Колас — 26:54 (Г. Маджул) Гектор Маджул — 27:34 (М. Колас, А. Сервантес) Кристофер Кело — 31:17 (Дж. Элерс) Брайан Арройо — 45:28 (М. Эскандон, Х. Рамирес) Адриан Сервантес (п.в.) — 57:48 (Ф. Угарте) | 1:0 2:0 2:1 2:2 2:3 2:4 3:4 4:4 5:4 6:4 7:4 | 16:58 — Хиа Тианхианг (Бао Дзиачанг) 17:56 — Чэнь Лин (мен.) (Ван Чунвэй) 19:51 — Ченг Жанг (Хиа Тианхианг, Бао Дзиачанг) 21:55 — Лю Квинг (бол.) (Хиа Тианхианг) |                                    | Судья: Синъити Такидзава |
| |                                             | |                                    | Судья: Синъити Такидзава |
| |                                             | |                                    | Судья: Синъити Такидзава |
| |                                             | |                                    | Судья: Синъити Такидзава |
| 6 мин | Штраф                                       | 10 мин |                                    | Судья: Синъити Такидзава |
| |                                             | |                                    |                          |
| | 39                                          | Броски | 19                                 |                          |

| 8 апреля 2014 16:30 | Новая Зеландия | 4 : 2 (0:2, 1:0, 3:0) | ЮАР | Ледовый Павильон Хака, Хака Зрителей: 300 |

| Отчёт | Отчёт                      | Отчёт                                                                             | Отчёт                               | Отчёт              |
| --- | -------------------------- | --------------------------------------------------------------------------------- | ----------------------------------- | ------------------ |
| |                            |                                                                                   |                                     |                    |
| | Майкл Колман — 00:00-60:00 | Вратари                                                                           | 00:00-59:15 — Джек Небе 59:53-60:00 | Судья: Максим Урда |
| | Голы:                      |                                                                                   |                                     | Судья: Максим Урда |
| Джошуа Хэй — 39:19 Эндрю Кокс — 44:59 (Ч. Хубер, Р. Уилсон) Эндрю Кокс — 49:48 (Ч. Хубер, Н. Хендерсон) Эндрю Кокс (п.в.) — 59:53 | 0:1 0:2 1:2 2:2 3:2 4:2    | 07:44 — Гаррет Миллер (У. Самаал) 16:21 — Утман Самаал (К. Биррелль, Дж. Валадас) |                                     | Судья: Максим Урда |
| |                            |                                                                                   |                                     | Судья: Максим Урда |
| |                            |                                                                                   |                                     | Судья: Максим Урда |
| |                            |                                                                                   |                                     | Судья: Максим Урда |
| 8 мин | Штраф                      | 8 мин                                                                             |                                     | Судья: Максим Урда |
| |                            |                                                                                   |                                     |                    |
| | 31                         | Броски                                                                            | 20                                  |                    |

| 8 апреля 2014 20:00 | Испания | 8 : 0 (2:0, 3:0, 3:0) | Турция | Ледовый Павильон Хака, Хака Зрителей: 2100 |

| Отчёт | Отчёт                                                     | Отчёт   | Отчёт                                                       | Отчёт                  |
| --- | --------------------------------------------------------- | ------- | ----------------------------------------------------------- | ---------------------- |
| |                                                           |         |                                                             |                        |
| | Андер Алькайн — 00:00-40:00 Аарон Карретеро — 40:00-60:00 | Вратари | 00:00-47:04 — Эрол Кахраман 47:04-60:00 — Левент Озбайдуган | Судья: Джордже Фазекас |
| | Голы:                                                     |         |                                                             | Судья: Джордже Фазекас |
| Хуан Хосе Паласин (бол.) — 15:30 (Г. Бертан) Пабло Пуюэло — 15:39 (А. Убьето, С. Барнола) Ориоль Боронат (бол.) — 26:04 (П. Мунос, Х. Х. Паласин) Хуан Хосе Паласин — 31:02 (С. Барнола, П. Пуюэло) Гильермо Бертан — 34:26 (Х. Гарсия-Ариас, А. Бертан) Карлос Кеведо — 41:48 (О. Боронат) Ориоль Боронат (бол.) — 49:41 (С. Барнола) Хуан Муньос (бол.) — 59:54 (П. Муньос, А. Убьето) | 1:0 2:0 3:0 4:0 5:0 6:0 7:0 8:0                           |         |                                                             | Судья: Джордже Фазекас |
| |                                                           |         |                                                             | Судья: Джордже Фазекас |
| |                                                           |         |                                                             | Судья: Джордже Фазекас |
| |                                                           |         |                                                             | Судья: Джордже Фазекас |
| 33 мин | Штраф                                                     | 34 мин  |                                                             | Судья: Джордже Фазекас |
| |                                                           |         |                                                             |                        |
| | 48                                                        | Броски  | 15                                                          |                        |

| 9 апреля 2014 13:00 | Китай | 2 : 3 (OT) (2:1, 0:0, 0:1, 0:1) | Новая Зеландия | Ледовый Павильон Хака, Хака Зрителей: 210 |

| Отчёт                                                                        | Отчёт                  | Отчёт | Отчёт                            | Отчёт                  |
| ---------------------------------------------------------------------------- | ---------------------- | --- | -------------------------------- | ---------------------- |
|                                                                              |                        | |                                  |                        |
|                                                                              | Лю Севей — 00:00-60:11 | Вратари | 00:00-60:11 — Джейден Пайн-Мёрфи | Судья: Джордже Фазекас |
|                                                                              | Голы:                  | |                                  | Судья: Джордже Фазекас |
| Чжан Хао (бол.) — 09:01 (Лю Лунтань, Ху Тяньюй) Чэнь Лин — 17:52 (Ху Тяньюй) | 0:1 :1 2:1 2:2 2:3     | 07:05 — Эндрю Кокс (бол.) (Дж. Хэй, М. Фрир) 57:40 — Эндрю Кокс (бол.) (Ч. Хубер, Дж. Хэй) 60:11 — Эндрю Кокс (Ч. Хубер) |                                  | Судья: Джордже Фазекас |
|                                                                              |                        | |                                  | Судья: Джордже Фазекас |
|                                                                              |                        | |                                  | Судья: Джордже Фазекас |
|                                                                              |                        | |                                  | Судья: Джордже Фазекас |
| 14 мин                                                                       | Штраф                  | 14 мин |                                  | Судья: Джордже Фазекас |
|                                                                              |                        | |                                  |                        |
|                                                                              | 45                     | Броски | 27                               |                        |

| 9 апреля 2014 16:30 | Турция | 1 : 5 (0:2, 1:0, 0:3) | Мексика | Ледовый Павильон Хака, Хака Зрителей: 150 |

| Отчёт                           | Отчёт                       | Отчёт | Отчёт                            | Отчёт                      |
| ------------------------------- | --------------------------- | --- | -------------------------------- | -------------------------- |
|                                 |                             | |                                  |                            |
|                                 | Эрол Кахраман — 00:00-60:00 | Вратари | 00:00-60:00 — Андрес де ла Гарма | Судья: Микеле Гастальделли |
|                                 | Голы:                       | |                                  | Судья: Микеле Гастальделли |
| Алек Кочоглу — 21:25 (А. Солак) | 0:1 0:2 1:2 1:3 1:4 1:5     | 09:37 — Джордж Элерс (К. Кело, К. Гомес) 17:33 — Адриан Сервантес (С. Сьерра) 40:16 — Сантьяго Сьерра (М. Эскандон, А. Сервантес) 44:45 — Мануэль Эскандон (С. Сьерра) 58:14 — Карлос Гомес (Б. Арройо) |                                  | Судья: Микеле Гастальделли |
|                                 |                             | |                                  | Судья: Микеле Гастальделли |
|                                 |                             | |                                  | Судья: Микеле Гастальделли |
|                                 |                             | |                                  | Судья: Микеле Гастальделли |
| 41 мин                          | Штраф                       | 12 мин |                                  | Судья: Микеле Гастальделли |
|                                 |                             | |                                  |                            |
|                                 | 22                          | Броски | 39                               |                            |

| 9 апреля 2014 20:00 | ЮАР | 0 : 6 (0:1, 0:2, 0:3) | Испания | Ледовый Павильон Хака, Хака Зрителей: 1850 |

| Отчёт  | Отчёт                   | Отчёт | Отчёт                       | Отчёт                    |
| ------ | ----------------------- | --- | --------------------------- | ------------------------ |
|        |                         | |                             |                          |
|        | Эшли Бок — 00:00-60:00  | Вратари | 00:00-60:00 — Андер Алькайн | Судья: Синъити Такидзава |
|        | Голы:                   | |                             | Судья: Синъити Такидзава |
|        | 0:1 0:2 0:3 0:4 0:5 0:6 | 03:32 — Пабло Муньос (Х. Муньос, К. Кеведо) 24:15 — Пабло Муньос (Г. Бертан, Х. Х. Паласин) 37:50 — Карлос Кеведо (Х. Х. Паласин) 43:10 — Адриан Бертан (А. Канобелл, М. Рибас) 48:00 — Пабло Пуюэло (О. Боронат) 51:33 — Ориоль Боронат (С. Барнола) |                             | Судья: Синъити Такидзава |
|        |                         | |                             | Судья: Синъити Такидзава |
|        |                         | |                             | Судья: Синъити Такидзава |
|        |                         | |                             | Судья: Синъити Такидзава |
| 10 мин | Штраф                   | 2 мин |                             | Судья: Синъити Такидзава |
|        |                         | |                             |                          |
|        | 8                       | Броски | 42                          |                          |

| 11 апреля 2014 13:00 | Мексика | 3 : 1 (0:0, 1:0, 2:1) | ЮАР | Ледовый Павильон Хака, Хака Зрителей: 138 |

| Отчёт | Отчёт                                                            | Отчёт                            | Отчёт                   | Отчёт                  |
| --- | ---------------------------------------------------------------- | -------------------------------- | ----------------------- | ---------------------- |
| |                                                                  |                                  |                         |                        |
| | Андрес де ла Гарма — 00:00-30:52 Альфонсо де Альба — 30:52-60:00 | Вратари                          | 00:00-58:56 — Джек Небе | Судья: Джордже Фазекас |
| | Голы:                                                            |                                  |                         | Судья: Джордже Фазекас |
| Адриан Сервантес — 24:06 (Г. Маджул) Мануэль Эскандон (бол.) — 50:04 (М. Колас) Брайан Арройо — 56:07 (К. Гомес) | 1:0 1:1 2:1 3:1                                                  | 47:40 — Утман Самаал (А. Марайс) |                         | Судья: Джордже Фазекас |
| |                                                                  |                                  |                         | Судья: Джордже Фазекас |
| |                                                                  |                                  |                         | Судья: Джордже Фазекас |
| |                                                                  |                                  |                         | Судья: Джордже Фазекас |
| 10 мин | Штраф                                                            | 10 мин                           |                         | Судья: Джордже Фазекас |
| |                                                                  |                                  |                         |                        |
| | 38                                                               | Броски                           | 13                      |                        |

| 11 апреля 2014 16:30 | Китай | 4 : 6 (1:3, 3:3, 0:0) | Турция | Ледовый Павильон Хака, Хака Зрителей: 150 |

| Отчёт  | Отчёт | Отчёт  | Отчёт | Отчёт                    |
| ------ | ----- | ------ | ----- | ------------------------ |
|        |       |        |       |                          |
|        |       |        |       | Судья: Синъити Такидзава |
|        |       |        |       |                          |
|        |       |        |       |                          |
|        |       |        |       |                          |
|        |       |        |       |                          |
|        |       |        |       |                          |
| 10 мин | Штраф | 6 мин  |       |                          |
|        |       |        |       |                          |
|        | 42    | Броски | 41    |                          |

| 11 апреля 2014 20:00 | Испания | 6 : 2 (1:1, 4:1, 1:0) | Новая Зеландия | Ледовый Павильон Хака, Хака Зрителей: 2350 |

| Отчёт  | Отчёт | Отчёт  | Отчёт | Отчёт              |
| ------ | ----- | ------ | ----- | ------------------ |
|        |       |        |       |                    |
|        |       |        |       | Судья: Максим Урда |
|        |       |        |       |                    |
|        |       |        |       |                    |
|        |       |        |       |                    |
|        |       |        |       |                    |
|        |       |        |       |                    |
| 14 мин | Штраф | 34 мин |       |                    |
|        |       |        |       |                    |
|        | 66    | Броски | 23    |                    |

### Лучшие бомбардиры
| Игрок             | И | Г | П | О  | Штр | +/− |
| ----------------- | - | - | - | -- | --- | --- |
| Ориоль Боронат    | 5 | 9 | 3 | 12 | 2   | +9  |
| Эндрю Кокс        | 5 | 9 | 1 | 10 | 0   | +1  |
| Хуан Хосе Паласин | 5 | 3 | 7 | 10 | 4   | +10 |
| Карлос Кеведо     | 5 | 2 | 6 | 8  | 2   | +9  |
| Чарли Хубер       | 5 | 0 | 8 | 8  | 2   | +3  |
| Гектор Маджул     | 5 | 4 | 3 | 7  | 6   | +5  |
| Брайан Арройо     | 5 | 3 | 4 | 7  | 2   | +3  |
| Адриан Сервантес  | 5 | 3 | 4 | 7  | 4   | +5  |
| Карлос Гомес      | 5 | 3 | 4 | 7  | 0   | +5  |
| Пабло Муньос      | 5 | 3 | 4 | 7  | 0   | +3  |
| Гильермо Бетран   | 5 | 2 | 5 | 7  | 4   | +9  |

Примечание: И = Количество проведённых игр; Г = Голы; П = Голевые передачи; О = Очки; Штр = Штрафное время; +/− = Плюс-минус
По данным: IIHF.com Архивная копия от 13 апреля 2014 на Wayback Machine

### Лучшие вратари
В списке вратари, сыгравшие не менее 40 % от всего игрового времени их сборной.
| Игроки             | Мин    | Бр  | ПШ | КН   | %ОБ   | И"0" |
| ------------------ | ------ | --- | -- | ---- | ----- | ---- |
| Андер Алькайн      | 220:00 | 49  | 3  | 0.82 | 93.88 | 2    |
| Джейден Пайн-Мёрфи | 150:25 | 110 | 7  | 2.79 | 93.64 | 0    |
| Джек Небе          | 178:18 | 101 | 8  | 2.69 | 92.08 | 0    |
| Андрес де ла Гарма | 150:40 | 75  | 6  | 2.39 | 92.00 | 0    |
| Альфонсо де Альба  | 149:08 | 54  | 5  | 2.01 | 90.74 | 1    |

Примечание: Мин = Количество сыгранных минут; Бр = Броски; ПШ = Пропущено шайб; КН = Коэффициент надёжности; %ОБ = Процент отражённых бросков; И"0" = «Сухие игры»
По данным: IIHF.com Архивная копия от 13 апреля 2014 на Wayback Machine

### Индивидуальные награды
Лучшие игроки по амплуа:
- Вратарь:  Андер Алькайн
- Защитник:  Хуан Хосе Паласин
- Нападающий:  Ориоль Боронат

Лучшие игроки в каждой команде по версии тренеров:
- Кэмерон Биррелль
- Сердар Шемиз
- Ли Чжэнъю
- Пабло Муньос
- Адриан Сервантес
- Эндрю Кокс